# Је Ђењинг
Је Ђењинг (поједностављени кинески: 叶剑英; традиционални кинески: 葉劍英; 28. април 1897 — 22. октобар 1986) је био кинески комунистички револуционарни вођа и политичар, један од десет маршала Народне Републике Кине. Био је највиши војни вођа у пучу 1976. који је збацио Групу четворице и окончао Културну револуцију. Био је кључни поборник Денг Сјаопинга у његовој борби за власт са Хуа Гуофенгом. Након што је Денг дошао на власт, Је је био шеф кинеске државе у својству председника Сталног комитета Националног народног конгреса од 1978. до 1983. године.

## Биографија
Рођен као Је Јивеј (кинески: 叶宜伟) у богатој хришћанској трговачкој породици Хака у старом руралном селу у округу Ђењинг (данашњем преименованом у округ Мејсјан). Већина Је Ђењингове браће и сестара је умрла пре пунолетства због тешких болести.
Након што је 1919. дипломирао на Војној академији у Јунану, придружио се Куоминтангу. Предавао је на Војној академији Вампоа, а 1927. године приступио је Комунистичкој партији Кине.
Те године је учествовао у неуспелом устанку у Нанчангу и био је приморан да побегне у Хонгконг са још двојицом вођа устанка, Џоу Енлајем и Је Тингом (без сродства), са само паром пиштоља који су могли да поделе између њих. Убрзо након тога, он је верно обављао своје додељене дужности током устанка у Гуангџоуу, иако се томе противио; након неуспеха овог устанка поново је био приморан да побегне у Хонгконг са Је Тингом и Ње Жонгџеном. Међутим, Је је имао много више среће од Је Тинга, који је постао жртвени јарац за неуспехе Коминтерне и приморан да оде у изгнанство. Је у бити није био крив, а касније је студирао војну науку у Москви.
Након повратка у Кину 1932. придружио се совјету Ђангси, служећи као начелник штаба Армије Четвртог фронта Џанга Гуотаоа. Међутим, након што су се Џангови борци сусрели са Мао Цедунговим снагама током Дугог марша, двојица лидера нису се сложила око даљег покрета кинеске Црвене армије. Џанг је инсистирао да се окрене ка југу како би успоставио нову базу у регионима насељеним Тибетанцима и Ћанг народима. Ово се касније показало као катастрофа, као што је Мао очекивао, јер је Џанг изгубио преко 75% својих људи и повукао се у комунистичку базу у Јанану. Током неслагања двојице лидера, Је, иако је био Џангов шеф Особља, стао је уз Маоа и уместо да безусловно подржи Џанга као што је направио током устанка у Гуангџоуу, Је је побегао у Маов штаб са Џанговим шифрантима и мапама. Као резултат тога, Џангова комуникација са Коминтерном је прекинута, док је Мао успео да успостави радио везу, што је довело до тога да је Коминтерна прихватила Маово вођство. Мао никада није заборавио Јеов допринос, касније приметивши да је „Је Ђењинг спасао (Кинеску комунистичку) партију, (Кинеску) Црвену армију и (Кинеску) револуцију“.
Након успостављања Народне Републике Кине, Је је постављен на чело Гуангдонга, што га је коштало политичке каријере под Маовом владавином. Је је схватао да су економски услови у провинцији били веома различити од оних у остатку Кине, пошто су већина кантонских земљопоседника били и сами сељаци који су учествовали у производњи без експлоатације својих закупаца. Због тога је одбио да одузме земљу земљопоседницима, и уместо тога заштитио је њихова предузећа и земљу. Међутим, Јеова политика била је у супротности са општим директивама аграрне реформе коју је захтевала Партија, а која је наглашавала класну борбу. Његова политика се сматрала превише меком. Јеа и његове локалне кадрове је убрзо заменио Лин Бјао, а спроведена је много оштрија политика и стотине хиљада кантонских земљопоседника су погубљене, чиме је Јеова политичка каријера завршила.
Међутим, Мао није заборавио шта је Је учинио за њега током Дугог марша, и тако га је уклонио само са политичких функција, а да је сачувао његове војне позиције. Као резултат тога, до 1968, Је је остао активан на различитим војним функцијама, пошто је 1955. постао маршал. Је је био паметан у коришћењу свог војног утицаја да пружи ограничену подршку и био је одговоран за мешање у покушаје атентата на реформаторе.
Након што је Лин Бјао свргнут и погинуо 1971. године, Јеов утицај је порастао, а 1975. је именован за министра одбране, преузимајући функцију Лин Бјаоа. Од 1973. био је и потпредседник Централног комитета Комунистичке партије Кине.
Предводио је заверу генерала и партијских старешина која је збацила Ђанг Ћинг и Групу четворице; током почетног планирања у његовој резиденцији, он и Ли Сјенњен су комуницирали писањем, иако су седели један поред другог, због могућности прислушкивања.
Захваљујући Јеовој подршци председника Хуа Гуофенга, потврђен је за потпредседника странке на Једанаестом Националном конгресу Комунистичке партије Кине 1977. године. Пошто су физички захтеви министра одбране били превелики за осамдесетогодишњака Јеа, он је поднео оставку на ту функцију. Године 1978. и именован је за председника Сталног комитета Националног народног конгреса, попунивши место које је остало незаузето од Џу Деове смрти 1976. године. Као такав, Је је био церемонијални шеф Кине.
У складу са Денговим приступом једна земља, два система, Је је разрадио опцију мирног поновног уједињења са Тајваном кроз свој „Предлог од девет тачака“ од 30. септембра 1981. у коме би Тајван имао висок степен аутономије након поновног уједињења. „Предлог од девет тачака“ помињао је и трговину, транспорт и поштанске услуге као о „три карике“ преко мореуза и „четири размене“ у областима културе, академије, економије и спорта.
Повукао се са места председника Сталног комитета ННК 1983. године, а 1985. се потпуно повукао из Сталног комитета Политбироа. Умро је нешто више од годину дана касније у 89. години.